# Erik Jansson (pastor)
Erik Jansson, född 11 november 1848 i Petalax, död 20 februari 1927 i Vasa, var en finländsk pastor, en av den finländska baptismens främsta ledare. 
Jansson var i ungdomen sjöman och blev 1871 i Chicago påverkad av de stora evangelisterna Dwight Lyman Moody och Ira David Sankey. Han återvände 1877 till hembygden och började en livlig frikyrklig predikoverksamhet, som flera gånger bringade honom i konflikt med statskyrkans präster. Han spelade sedan en framträdande roll inom den frikyrkliga rörelsen i Österbotten och verkade som redaktör för baptisternas svenska tidning. Hans självbiografi, Källor i tåredalen, utkom 1912 i New York.